# Ogród Różany w Szczecinie

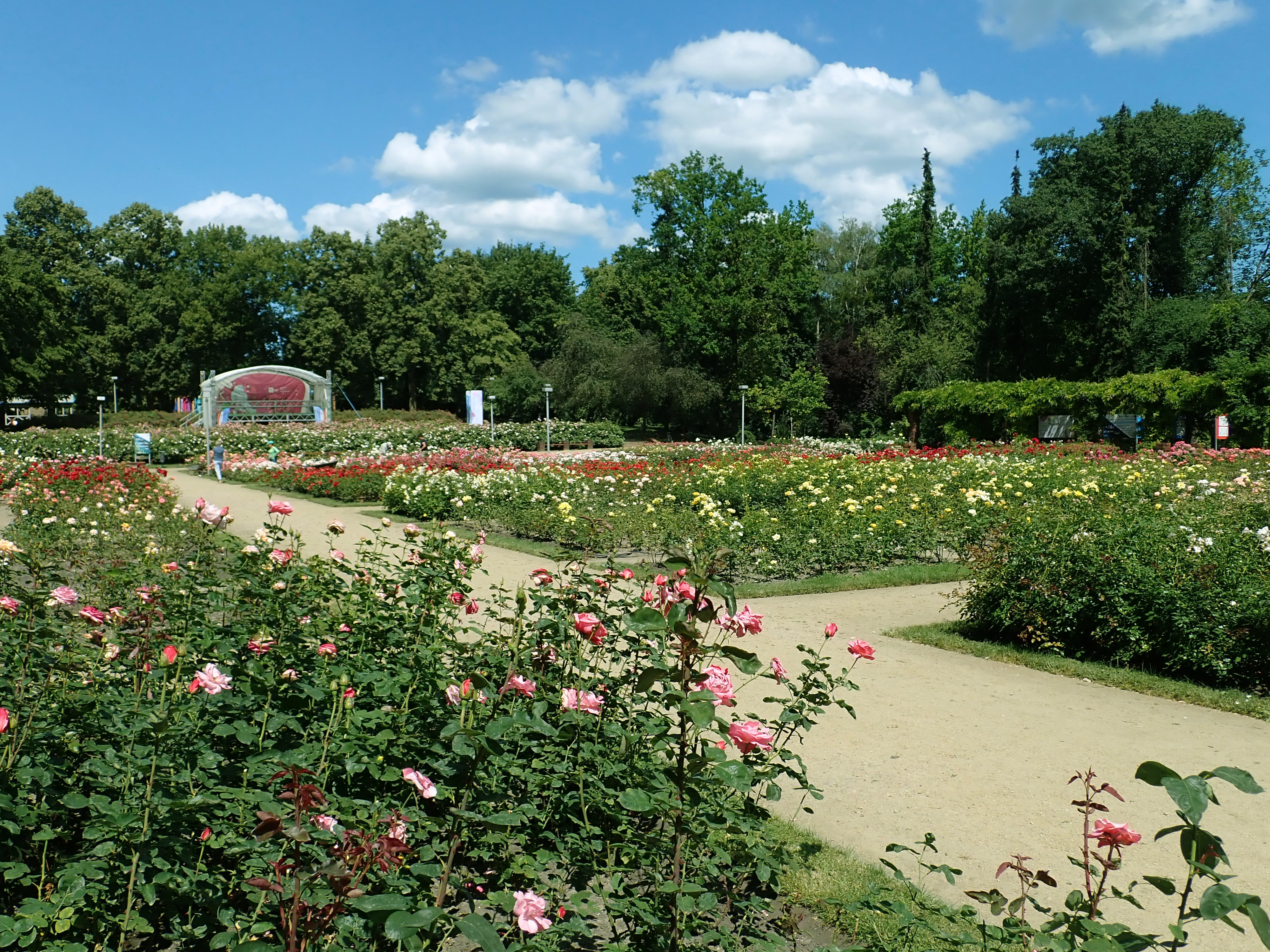
Różanka w lipcu 2019

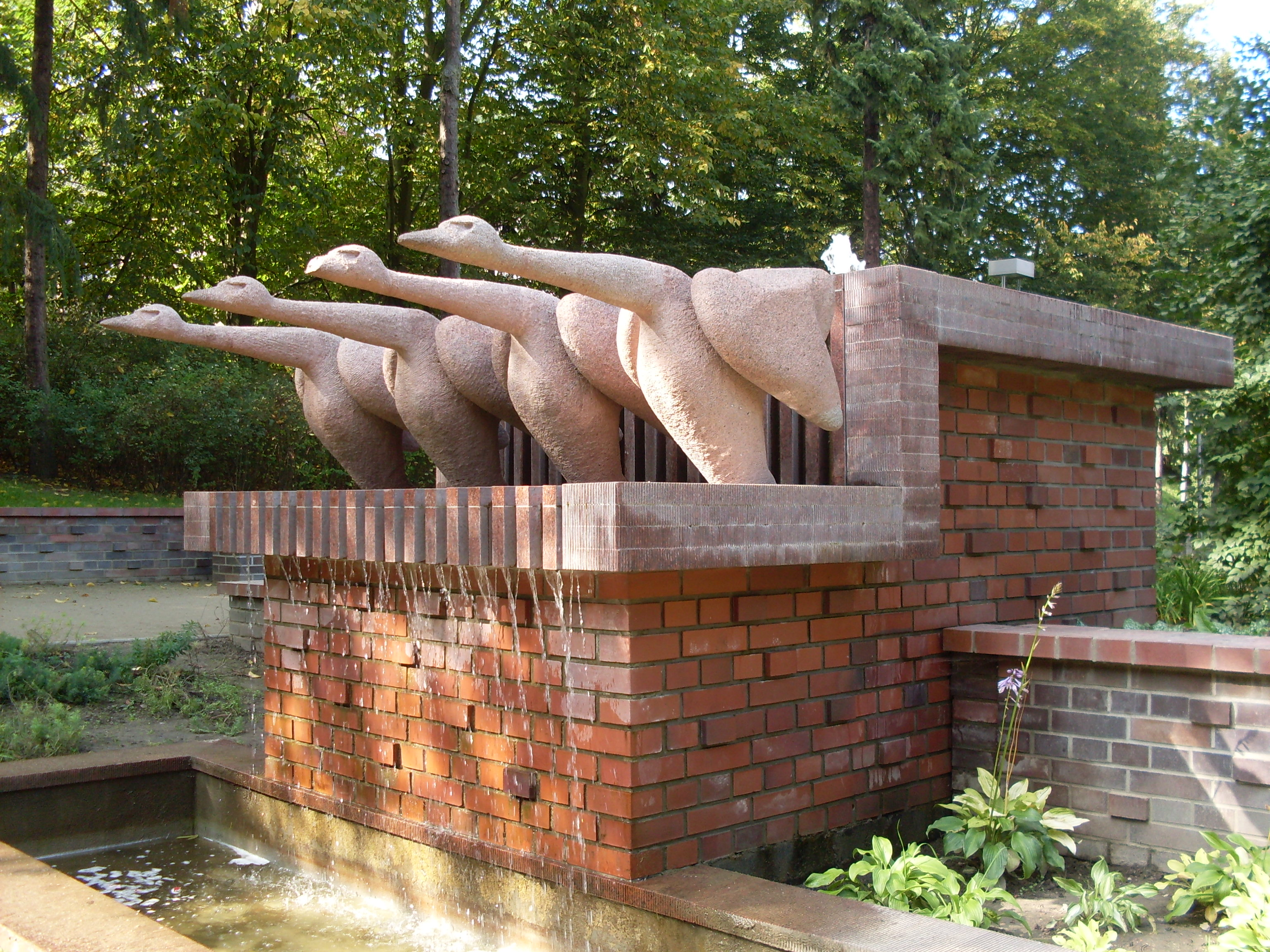
Ptasia Fontanna

Ogród Różany w Szczecinie, „Różanka” (do 1945 niem. Staudengarten, Rosengarten) – dwuhektarowy ogród założony na Łęknie (wówczas Westend) w 1928 r. z okazji zjazdu ogrodników. W 1935 r. powstała „Ptasia Fontanna” z rzeźbami ptaków autorstwa Kurta Schwerdtfegera. II wojnę światową ogród przetrwał w stanie nienaruszonym i do lat 70. XX wieku był miejscem wypoczynku szczecinian. Z powodu braku pieniędzy na jego utrzymanie zaczął stopniowo popadać w ruinę. W roku 1983 teren został przekazany Archidiecezji szczecińsko-kamieńskiej, zaś w roku 2005 z powrotem trafił w ręce miasta. 
W latach 2006–2007 dzięki funduszom miasta Szczecina przeprowadzono odbudowę ogrodu w stylu z lat trzydziestych (projekt odbudowy opracowała Małgorzata Haas-Nogal). Po zakończeniu prac oddany do użytku 20 kwietnia 2007 r. Zasadzono tu ponad dziewięć tysięcy róż w 99 odmianach, wykonano schody, alejki oraz plac zabaw. Prócz kwiatów występują tutaj również egzotyczne drzewa i krzewy posadzone w czasie zakładania ogrodu, m.in. miłorząb dwuklapowy, kasztanowiec gładki, metasekwoja chińska, tawlina jarzębolistna, korkowiec amurski, jabłonie, wiśnie, grab amerykański, trzmielina oskrzydlona, różne gatunki głogów, klon kolchidzki oraz świerk serbski, na stanowiskach naturalnych występujący jedynie w górach wschodniej Bośni i zachodniej Serbii.
Jedną z atrakcji ogrodu jest „Ptasia Fontanna”, odtworzona z klinkieru i marmuru na podstawie zdjęć i rycin, na wzór budowli przedwojennej. Jej głównymi elementami są cztery betonowe gęsi osadzone na cokole (trzy z nich oryginalne, odrestaurowane, czwarta – stworzona od podstaw). Różanka znajduje się na obszarze Łękna, na skraju Parku Kasprowicza pomiędzy ulicami Jasienicy, Zaleskiego i Moczyńskiego oraz ścieżką rowerową (Fałata) w pobliżu nieczynnego przystanku kolejowego Szczecin Łękno.

## Różanka jest miejscem ...
Organizowane są tu również spotkania autorskie i imprezy dla dzieci.
Jest też końcowym punktem turystycznej trasy pieszo-rowerowej, nazywanej „Złotym Szlakiem”, która rozpoczyna się przy Zamku Książąt Pomorskich. Przedłużeniem „Złotego Szlaku” jest parkowa promenada, prowadząca dalej przez Park Kasprowicza, w kierunku Syrenich Stawów, Parku Leśnego Głębokie i Parku Arkońskiego.